# Özdilek
Özdilek ist ein türkischer männlicher und weiblicher Vorname sowie Familienname. Özdilek ist gebildet aus den Elementen öz und dilek und lässt sich mit „Herzenswunsch“ oder „Herzensbitte“ übersetzen.

## Namensträger

### Familienname
- Emin Fahrettin Özdilek (1898–1989), türkischer General und Politiker
- Mehmet Özdilek (* 1966), türkischer Fußballspieler und -trainer